# Presbytis frontata
Il presbite dalla fronte bianca (Presbytis frontata (S. Müller, 1838)) è una specie di primate della tribù dei Presbytini.

## Descrizione
Il mantello del presbite dalla fronte bianca è grigio-marrone sul dorso e bruno-giallastro sul ventre; le mani e i piedi sono neri. Nera è anche la testa, caratterizzata da un ciuffo sulla sommità presente in tutti i presbiti. La macchia biancastra alla quale la specie deve il nome si trova sulla parte anteriore della chioma. Con un peso di circa 5,6 chilogrammi è un primate relativamente piccolo e snello con una lunga coda e lunghe zampe posteriori.

## Distribuzione e habitat
Il presbite dalla fronte bianca è presente solo nell'isola del Borneo. Il suo areale comprende le parti centrali e orientali dell'isola e si estende dallo stato malese del Sarawak alla costa meridionale indonesiana. Vive nelle foreste pluviali di pianura: solo raramente si incontra ad altitudini superiori ai 300 metri.

## Biologia
I presbiti dalla fronte bianca sono animali diurni che vivono sugli alberi. Sono abili arrampicatori che saltano o si muovono tra i rami a quattro zampe. Vivono in gruppi costituiti da 10 a 15 esemplari: i gruppi sono in realtà degli harem composti da un maschio e da diverse femmine con i giovani. Ci sono anche maschi che conducono un'esistenza solitaria. Questi primati sono creature vegetariane che mangiano principalmente foglie giovani, ma anche frutti e semi. Come tutti i Presbytini, hanno uno stomaco a più camere, che li aiuta a ricavare sostanze nutritive anche dalle foglie più difficili da digerire.

## Conservazione
Non conosciamo granché riguardo allo stato di conservazione del presbite dalla fronte bianca: la progressiva distruzione dell'habitat costituisce probabilmente la principale minaccia. La IUCN lo classifica tra le «specie vulnerabili».